# Гусев, Юрий Васильевич
Юрий Васильевич Гусев (род. 30 октября 1953, Ртищево, Саратовская область) — экономист, профессор, ректор Новосибирского государственного университета экономики и управления.

## Биография
Окончив в 1976 году общеэкономический факультет Новосибирского института народного хозяйства (специальность «планирование промышленности», квалификация «экономист»), работал инженером, старшим инженером научно-исследовательского сектора того же института, с 1980 — ведущим инженером ВПТИ «Монтажспецстрой».
В 1983 году окончил аспирантуру Ленинградского финансово-экономического института, затем преподавал в Новосибирском институте народного хозяйства (ассистент, старший преподаватель, и. о. заведующего кафедрой [1986—1987], доцент). В 1992 году окончил докторантуру Санкт-Петербургского государственного университета экономики и финансов. С 1993 года — декан факультета управления производством Новосибирского института народного хозяйства, с 1994 — проректор по методической работе, с 1996 — первый проректор. В 1998—2013 годы — ректор Новосибирского государственного университета экономики и управления.
В период руководства Ю. В. Гусева был построен пятый корпус, введен в эксплуатацию бассейн «Водолей».

## Научная деятельность
В 1983 году защитил кандидатскую («Исследование вопросов организации хозрасчёта функциональных подразделений промышленных предприятий»), в 1993 — докторскую диссертацию («Формирование и управление стратегией экономического развития предприятий»).
Основные направления исследований:
- организационно-экономические проблемы функционирования и адаптации предприятий и образовательных учреждений к условиям внешней среды;
- стратегия развития хозяйствующих субъектов в современных условиях[1].

Автор более 80 научных работ, в том числе 7 монографий. Подготовил шесть кандидатов и трёх докторов наук.

## Награды и почётные звания
- действительный член (академик) Международной академии наук высшей школы[3], действительный член Российской Академии менеджмента в образовании и культуре[2]
- Почётный работник высшего профессионального образования Российской Федерации (2002)
- Почётная грамота Министерства образования Российской Федерации (2003)
- Заслуженный работник высшей школы Российской Федерации (2004)[1].